# Paromius longulus
Paromius longulus är en insektsart som först beskrevs av William Sweetland Dallas 1852.  Paromius longulus ingår i släktet Paromius och familjen Rhyparochromidae. Inga underarter finns listade i Catalogue of Life.